# КВЛ

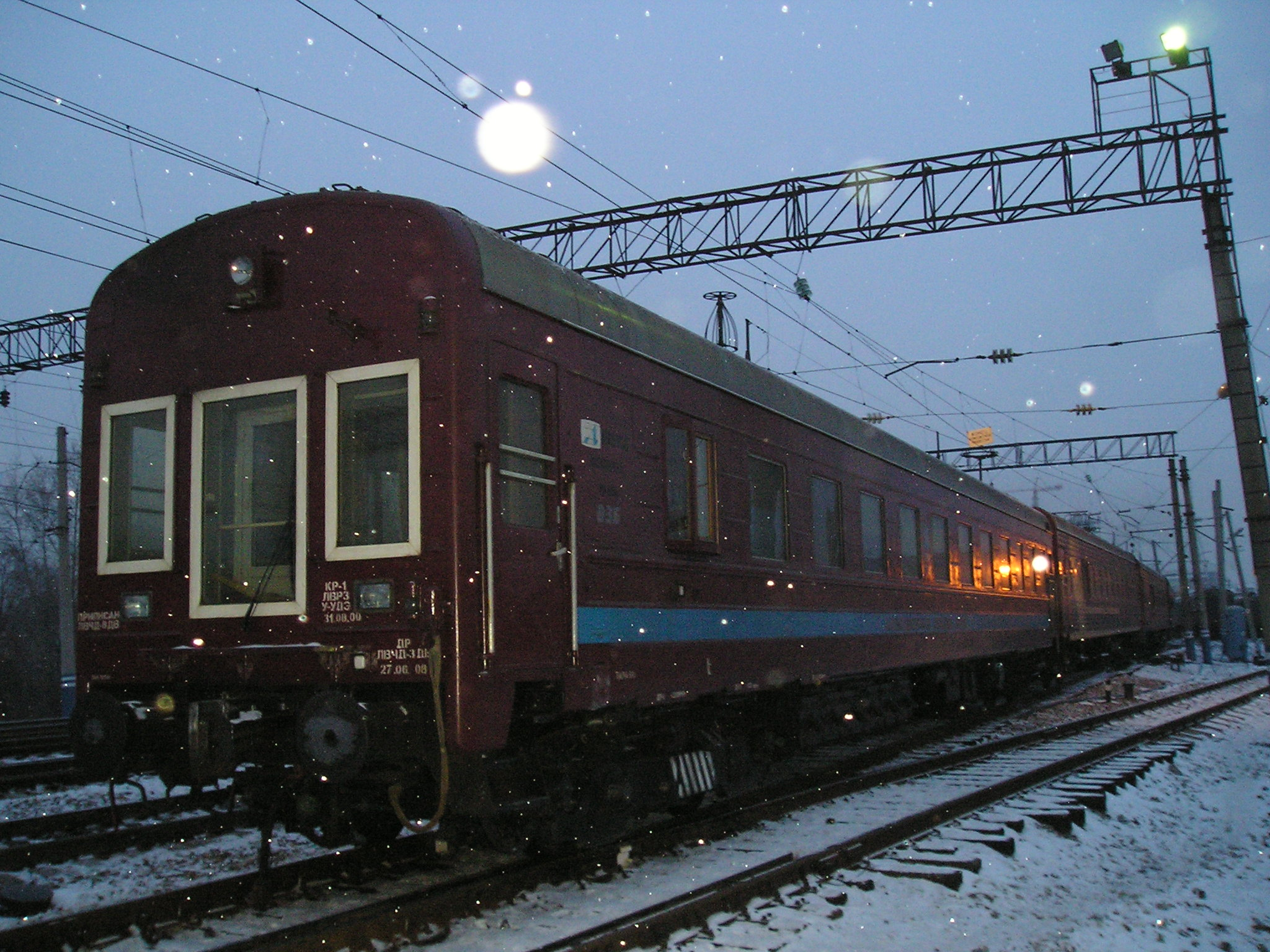
Вагон-колієвимірювач КВЛ-П

Колієвимі́рювальна маши́на (КВЛ) — П1МП назначений для неперервного під час руху під навантаженням контролю головних і стаціонарних колійних рейок 1520 (1524) мм з рейками типів P50, Р65, Р75 з верхньою будовою всіх видів, побудованих з виконаннями вимог
МСЖД, СНГ по наступних параметрах рейкової колії:
- ширина рейкової колії (шаблон), мм;
- взаємне положення обох рейкових ниток по висоті (рівень), мм;
- стріла згину кожної рейкової нитки в горизонтальній площині, (рихтовка), мм;
- стріла згину рейкової нитки в горизонтальній площині відносно прямої хорли довжиною 21,5 м при вимірюванні в точці на відстані 4,1 м від кінця хорди, мм;
- стріла згину кожної рейкової нитки в вертикальній площині, мм;
- стріла згину рейкової нитки в вертикальній площині відносно прямої хорди довжиною 17 м при вимірюванні в точці на відстані 2,7 м від кінця хорди, мм;
- просадок обох рейкових ниток в вертикальній площині (просадки), мм;
- відхилення рівня (перекоси, плавні), мм;
- різниця стрілок згину обох рейкових ниток в плані колії, мм;

Виробник: ЗАТ НВЦ Інфотранс, Росія, м. Самара

## Технічна характеристика
| Характеристика                                 | Числа           |
| ---------------------------------------------- | --------------- |
| Габаритні розміри довжина по осі автозчеплення | 24,537 м        |
| Габаритні розміри висоти                       | 4,585 м         |
| Габаритні розміри ширини                       | 3,058 м         |
| Діаметр коліс                                  | 950 мм          |
| Кількість обслуговчого персоналу               | 8 машиністи     |
| Продуктивність машини                          | 146,72 км/зміну |
| Річний план вагону                             | 42 550 км       |
| Маса машини                                    | 60 т            |